# Marie-Louise Driancourt
Marie-Louise Driancourt född Martin december 1887 i Lyon, död november 1914 i L’Hay-les-Roses, var en fransk flygpionjär.
Hon gifte sig med Monsieur Driancourt från Paris och fick på kort tid tre döttrar. 1910 sökte hon sig till Blériots flygskola utanför Chartres men då inte utbildningen avlöpte bra, for hon under våren 1911 vidare till bröderna Caudron i Le Crotoy. Där genomförde hon uppflygningen för sitt flygcertifikat nummer 525 i ett Caudronflygplan 15 juni 1911.
Under flygutbildningen drabbades hon av ett par haverier, men skadorna som var mindre drabbade bara flygplanet. Endast några dagar efter att hon kvitterat ut sitt certifikat var hon med om sitt första större haveri. Under en flygning dog motorn, från 500 meters höjd glidflög hon mot flygstråket. För att undvika att skada folksamlingen på marken tvingades hon att svänga åt sidan. Svängen resulterade i att hon träffade en hangar och totalförstörde flygplanet.
Driancourt fick snart mer flygerfarenhet och ställde upp vid flyguppvisningarna i Crotoy och St.-Lye 1911. Under uppvisningen i Pamplona i Spanien tilldelades hon en utmärkelse av kung Alphonse XIII. Hennes man avled våren 1912 i en bilolycka och hon blev plötsligt ensamstående trebarnsmamma, men hon fortsatte med sitt flygande. 9 mars 1912 drabbades hon av ett nytt stort flyghaveri vid Issy-Les-Moulineux, där hennes flygplan blev totalförstört. I april 1912 deltog hon med ett nytt flygplan vid flyguppvisningen i Juvisy, det var troligen sista gången hon flög själv. 
Marie-Louise Driancourt var en av sju medlemmar i den kvinnliga flygorganisationen Stella. Hon avled under hösten 1914 i tuberkulos, även om några tidningsartiklar anger att det var i sviter efter ett flyghaveri.